# Louis Schneider (författare)
Ludwig (Louis) Wilhelm Schneider, född den 29 april 1805 i Berlin, död den 16 december 1878 i Potsdam, var en tysk skådespelare och skriftställare.
Schneider blev redan 1820 engagerad vid kungliga teatern i Berlin och vann där popularitet som ypperlig komiker. År 1848 lämnade han skådespelaryrket samt ägnade sig företrädesvis åt skriftställen, på samma gång som han var kungens föreläsare och privatbibliotekarie. Schneider offentliggjorde en mängd bearbetningar och översättningar av engelska, spanska, franska och ryska teaterstycken i den av honom under pseudonymen L.W. Both utgivna Bühnenrepertoire des Auslandes. För övrigt skrev han Schauspielernovellen (1839), Die Gallerie der Kostüme (1844–1847), Aus meinem Leben (1879–1880), romaner, historiska arbeten med mera. Postumt utkom Aus dem Leben Kaiser Wilhelms (3 band, 1888).